# Bressay
Bressay (staronord. Breiðey) – zaludniona szkocka wyspa w archipelagu Szetlandy, położona na zachodnim wybrzeżu Wielkiej Brytanii, kilkaset metrów na wschód od Mainland, największej spośród wszystkich wyspy archipelagu. Słynie z dużych kolonii ptaków morskich.

## Opis

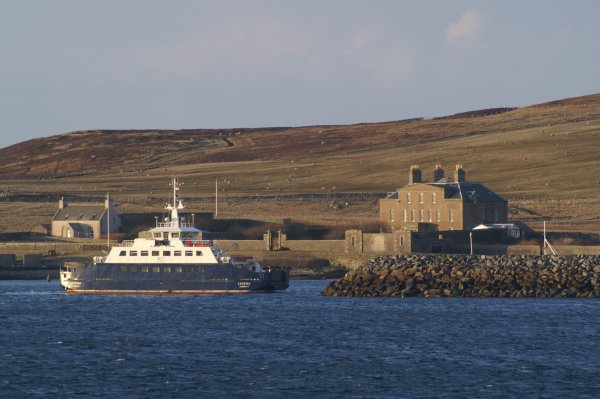
Prom z Mainland do Bressay

Jest piątą pod względem wielkości wyspą na Szetlandach. Jej powierzchnia wynosi 28 km²; ma ok. 9 km długości i do 5 km szerokości. Najwyżej położonym punktem jest szczyt wzgórza Ward of Bressay, które wznosi się na 226 m (741 stóp). Wyspa jest oddzielona o kilkaset metrów od wschodniego wybrzeża, głównej wyspy archipelagu, Mainland. Między wyspami regularnie kursuje prom. Podróż zajmuje ok. 10 min.
Większość osad znajduje się na osłoniętym zachodnim wybrzeżu. Największą jest osada Mail (staronord. Mel), w której znajduje się szkoła, kościół, poczta i sklep. Wioska Glebe składa się z kilku porozrzucanych zagród, wraz z niewielką osłoniętą zabudową socjalną zbudowaną w 1975 r., znaną jako Glebe Park i Upper Glebe. Również na zachodnim wybrzeżu wyspy znajduje się kolejna osada Heogan, gdzie znajduje się zakład przetwórstwa ryb, wytwarzający mączkę rybną.
Latarnia morska Bressay, położona jest na Kirkabister Ness na zachodnim wybrzeżu wyspy. Wybudowana została w 1858 r. przez inżynierów Davida (1815–86) i Thomas Stevensonów (1818–87). Budowa trwała 2,5 roku. Została zelektryfikowana w 1967 r. i zautomatyzowana w 1988 r.

## Zabytki
Na wyspie znajduje się Bressay Stone, płyta z IX wieku, będąca dziełem Piktów. Znajduje się na cmentarzu opuszczonego XII-wiecznego kościoła St. Mary’s Church w Cullingsburgh na północno-wschodnim wybrzeżu wyspy Bressay. Kamień został tu znaleziony przez robotnika w 1852 r. Ozdobiony jest ozdobną głową krzyżową, jeźdźcem między dwoma mnichami, różnymi bestiami, wizerunkiem dzika i wieloma ozdobnymi symbolami. Zawiera także napis wykonany pismem ogamicznym, który łączy nordyckie słowa z gaelickimi, co może dowodzić, że nordyckie osadnictwo w Szkocji nie było tak gwałtowne, jak zakładano a przebiegało stopniowo.
W 1864 r. kamień został przeniesiony do Narodowego Muzeum Starożytności w Edynburgu (obecnie Muzeum Narodowe Szkocji), a replika została wzniesiona na cmentarzu przez Szetlandzką Radę Kościołów w 2000 r.

## Populacja
W 1841 r. na wyspie mieszkało 904 osób, do 1961 r. populacja spadła do 269, a następnie systematycznie wzrastała do 352 w 1991 r. i 384 w 2001 r. W 2011 r. nieznacznie spadała – do 368.

## Galeria

Bressay
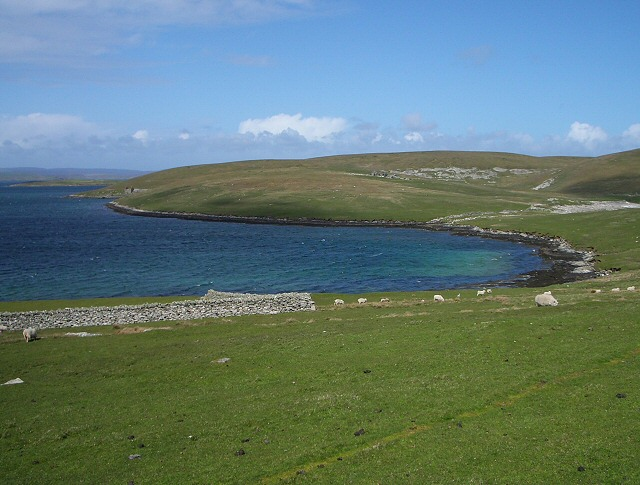
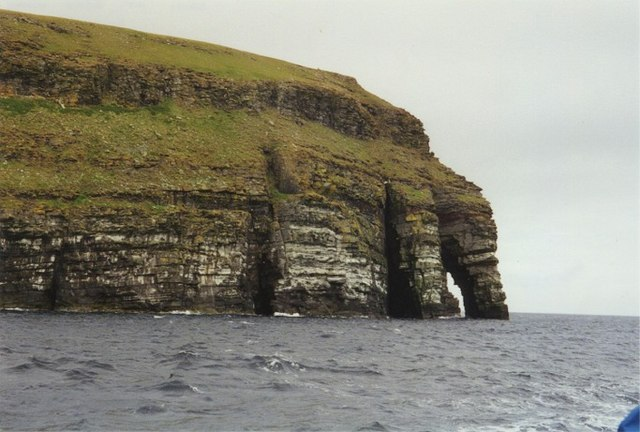
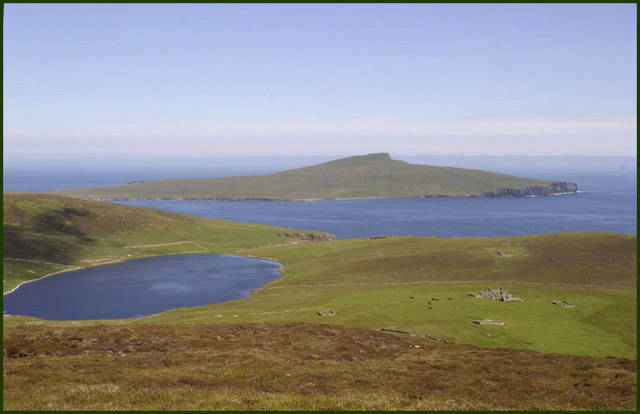
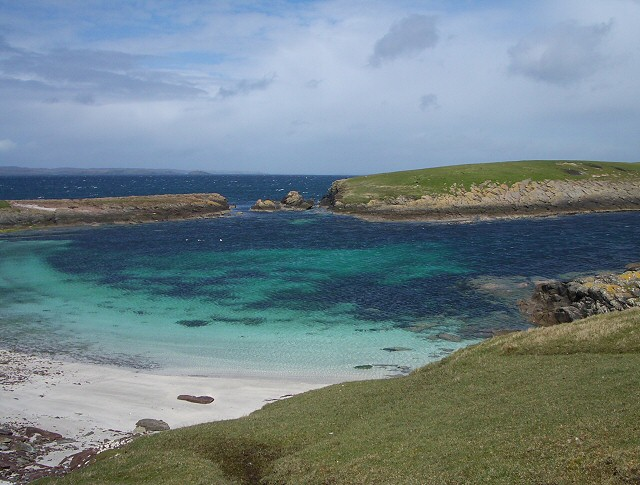
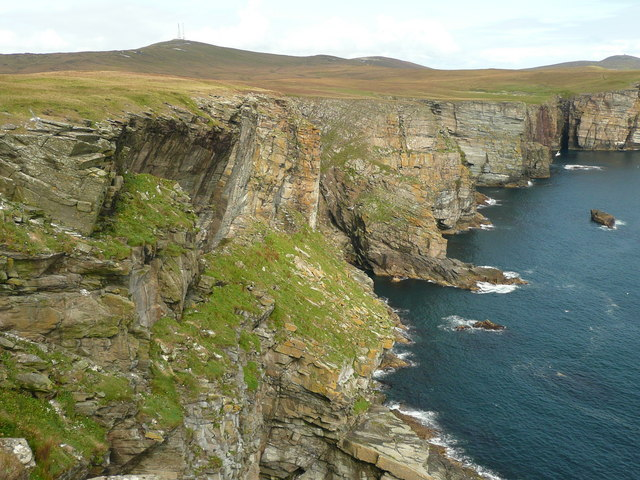